# 隐刺卫矛
隐刺卫矛（学名：Euonymus chui）是卫矛科卫矛属的植物，是中国的特有植物。分布于中国大陆的四川等地，生长于海拔1,500米至2,350米的地区，多生长在道旁、沟边、山地及林中，目前尚未由人工引种栽培。

## 别名
天全卫矛、宝兴卫矛（中国高等植物图鉴）

## 异名
- Euonymus subsessilis Sprague var. latifolius Loes.